# Diepold de Berg
Diepold de Berg, ou Théobald, né vers 1140 et mort le 3 novembre 1190 à Saint-Jean-d'Acre, est le onzième évêque de Passau de 1172 à 1190,.

## Biographie
Diepold de Berg est le fils du comte Diepold II de Berg-Schelklingen et de Gisèle d'Andechs. Son frère aîné Henri (évêque de Passau puis de Wurtzbourg) et son frère cadet Manegold (abbé bénédictin de Saint-Georges de Kremsmünster et futur évêque de Passau) jouent un rôle important dans l'histoire du  diocèse de Passau. Son troisième frère, Othon II de Berg, est évêque de Freising.
Diepold est ordonné prêtre le 10 juin 1172 par l'évêque Henri Ier de Gurk. Le 23 novembre de cette année, il est sacré évêque de Passau, sur ordre de l'empereur Frédéric Barberousse (présent à la cérémonie de sacre de l'évêque), et avec le consentement du pape Alexandre III. Il succède ainsi à son frère Henri de Berg, devenu évêque de Wurtzbourg,.
En 1178, il prend part au synode provincial d'Hohenau-sur-l'Inn et se rend à Rome en 1179 pour le troisième concile du Latran. De retour à Passau, il doit affronter l'incendie de la ville en 1181. Diepold fait reconstruire la cathédrale de Passau et l'évêché.
En 1189, il accompagne l'empereur Frédéric Barberousse à la troisième croisade qui conduit à un échec. Il meurt en novembre 1190, avec six chanoines de la cathédrale de Passau, pendant le siège de Saint-Jean-d'Acre dans le camp près de la ville. Diepold est enterré en Terre Sainte.